# Тетрозеро
Тетрозеро — озеро на территории Найстенъярвского сельского поселения Суоярвского района Республики Карелия.

## Общие сведения
Площадь озера — 2,5 км², площадь водосборного бассейна — 34,9 км². Располагается на высоте 155,4 метров над уровнем моря.
Форма озера лопастная. Берега озера изрезанные, каменисто-песчаные, местами заболоченные.
С севера озера вытекает ручей Тетрозерко (в который впадает ручей Кабозерский, берущий начало из озера Кабозеро), впадающий в озеро Нурмиозеро, через которое протекает река Ирста, впадающая в реку Тарасйоки.
В озере расположены три безымянных острова.
Населённые пункты возле озера отсутствуют. Ближайший — посёлок Найстенъярви — расположен в 10 км к юго-западу от озера.
С запада от озера проходит лесовозная дорога.
Код объекта в государственном водном реестре — 01040100111102000016856.